# Silver Surfer (tegneseriefigur)
Silver Surfer (ægte navn, Norrin Radd) er en fiktiv figur fra Marvel Comics, kendt fra tegneserierne om Fantastic Four. 

## Roller
Når Silver Surfer kommer til en planet, i Marvel-Universet, betyder det at Galactus er på vej, for at indlemme planeten i hans herredømme. Silver Surfer bryder sig dog ikke om denne rolle, og prøver flere gange at bryde fri af rollen. 
Han spilles af Doug Jones, og stemmelægges af Laurence Fishburne, i filmen Fantastic Four: Rise of the Silver Surfer.